# Tomar (São João Baptista) e Santa Maria dos Olivais
Tomar (São João Baptista) e Santa Maria dos Olivais (llamada oficialmente União das Freguesias de Tomar (São João Baptista) e Santa Maria dos Olivais) es una freguesia portuguesa del municipio de Tomar, distrito de Santarém.

## Historia
Fue creada el 28 de enero de 2013 en aplicación de una resolución de la Asamblea de la República de Portugal promulgada el 16 de enero de 2013 con la unión de las freguesias de Santa Maria dos Olivais y São João Baptista, pasando su sede a estar situada en la antigua freguesia de Santa Maria dos Olivais.

## Demografía
| Gráfica de evolución demográfica de Tomar (São João Baptista) e Santa Maria dos Olivais entre 2011 y 2021 |
| |
| Datos según el nomenclátor publicado por el INE portugués.                                                |